# NGC 1535
NGC 1535 est une nébuleuse planétaire située dans la constellation de l'Éridan. Elle a été découverte par l'astronome germano-britannique William Herschel en 1785.

## Observation
Avec une magnitude visuelle apparente de 9,6, on peut l'observer avec des jumelles dont l'ouverture est d'au moins 80 mm ou avec un petit télescope.  

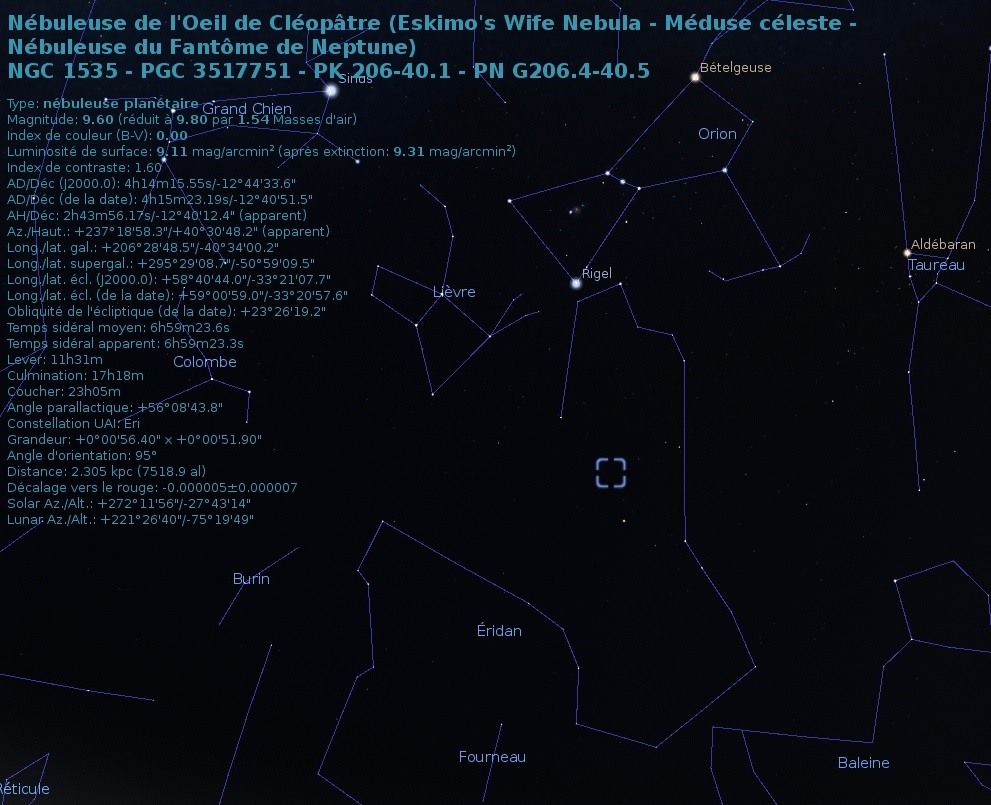
Localisation de NGC 1535 dans la constellation de l'Éridan (Stellarium).

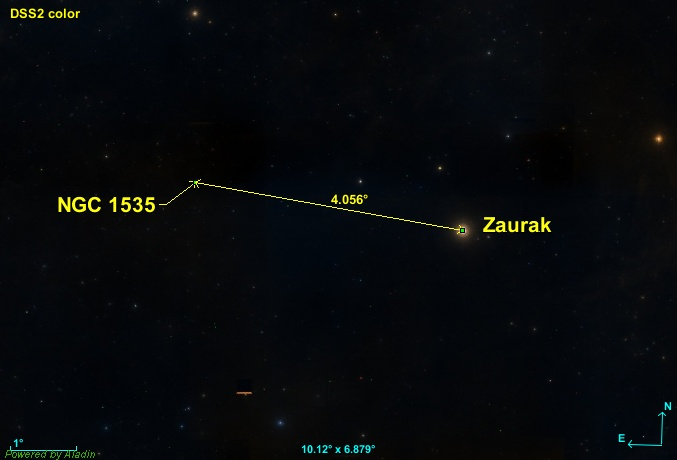
Position de NGC 1535 par rapport à une étoile de l'Éridan.

La nébuleuse NGC 1535 est située à environ 4,1 degrés au nord-est de Zaurak (Gamma Eridani).

## Caractéristiques

### Distance
Douze mesures de la distance de cette nébuleuse planétaire effectuées par divers astronomes entre 1961 et 1982 sont rapportées dans un article publié dans la revue Astronomy and Astrophysics en 1984. Ces mesures varient entre 0,79 kpc et 2,23 kpc pour une moyenne de 1,84 kpc avec un écart type de 0,60 kpc. Cependant, grâce aux mesures plus récentes de la parallaxe pour de nombreuses étoiles par le satellite Gaia, on connait maintenant mieux la distance de cette nébuleuse. Selon les données publiées par Gaia EDR3 en 2020, sa parallaxe est égale à 0,728 2 ± 0,058 7 mas ce qui correspond à une distance de 1373+120
-102.  

### Taille
Selon les sources, la taille apparente de NGC 1535 varie énormément, de 0,35' à 0,85' en passant par 0,650′ × 0,611′ mesure prise dans l'infrarouge par le relevé 2MASS.
En utilisant la plus grande distance ((1373 + 120) pc) et la taille apparente la plus grande, on obtient la traille réelle maximale de la nébuleuse, soit 1,20 al. De même, la taille minimale est obtenue en utilisant la plus courte distance ((1373 - 102) pc) et la taille apparente la plus petite. Le résultat donne 0,42 al. La taille de la nébuleuse est donc de 0,81 ± 0,39 al

### Vitesse
Il y a quatre vitesses indiquées sur Simbad et elles sont totalement différentes : −1,4 km/s, −1,4 ± 2 km/s, 18 ± 35 km/s et 0,000 060 ± 0,000 11 km/s. On ne connait donc pas précisément la vitesse de NGC 1535

## Étoile centrale
Se basant sur deux articles publiés en 1998 et en 2003, les auteurs d'un article publié en 2018 proposent que la température effective de l'étoile centrale de NGC 1535 est soit de 58 kK ou de 70 kK. Selon ce même article, la gravité de surface (exprimé dans le système CGS en physique stellaire) de l'étoile est compris entre 19 953 cm/s2 (log10 = 4,30) et 39 811 cm/s2 (log10 = 4,60).

## Galerie

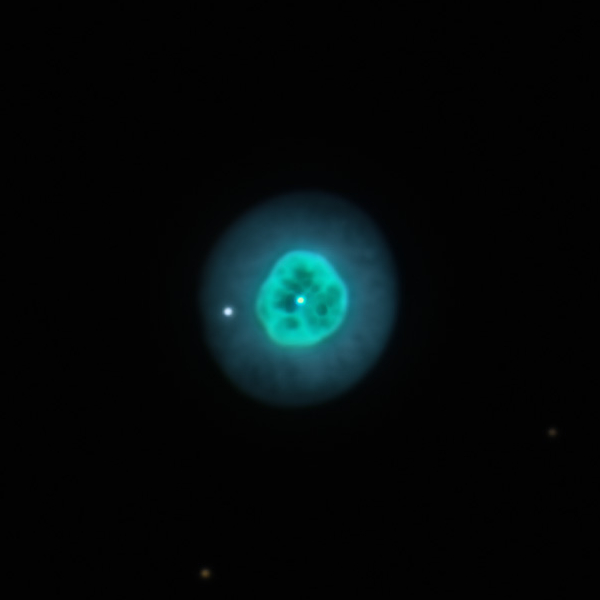
NGC 1535 par Adam Block (Observatoire du mont Lemmon).
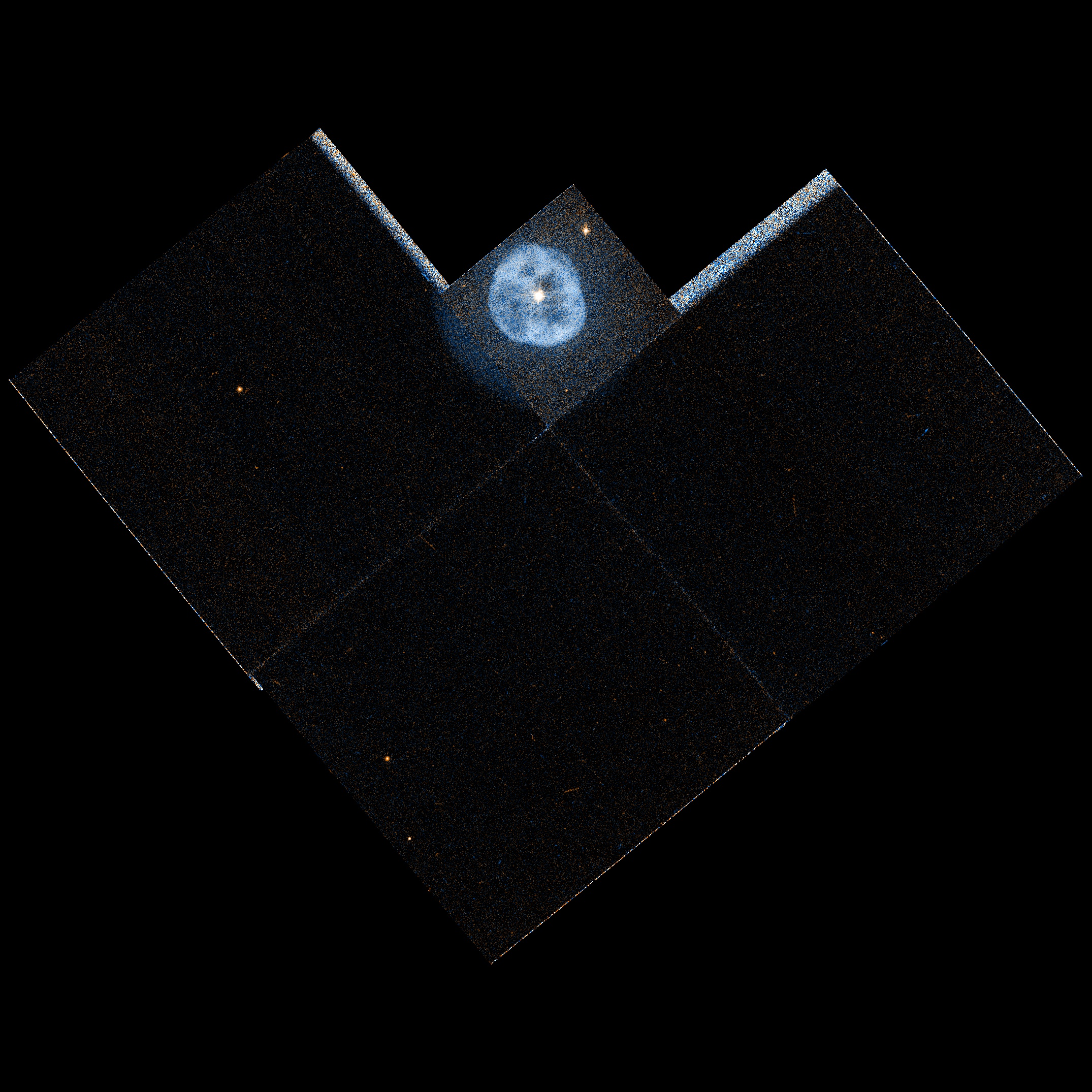
NGC 6857 par le télescope spatial Hubble.